# Ötvös Gitta
Ötvös Gitta, Ötvös Margit Elvira (Budapest, 1884. június 4. – Budapest, Erzsébetváros, 1956. június 28.) színésznő.

## Életútja
Atyja Ötvös József, a Margitsziget főorvosa, anyja Gobbi Kornélia, nagyapja Ötvös József (1827–1896) színész. Pályája a szigeti hangversenyeken indult el. 1904. szeptember 17-én Budapesten házasságot kötött a nála 12 évvel idősebb, szabadkai születésű Kőnig Rudolf vállalkozóval, esküvői tanúja Krenner József mineralógus volt. Színpadra lépett 1906. október 5-én, a Király Színházban, a Kis alamuszi c. operett Sarah szerepében. Ezután a Népszínház tagja lett, majd ismét a Király Színház művésznője volt, ahol 1909. október 2-án búcsúzott el a Táncos huszárokban, Ede szerepében. 1909. október 16-án Budapesten, a Ferencvárosban férjhez ment a nála 11 évvel idősebb dr. Spett Ferenc Elek Vince ügyvédhez és egy időre visszavonult. 1922. november 4-én, midőn a Várszínházban felelevenítették a Hajduk hadnagya c. operettet, újra megjelent a színpadon. 1923. május havában a Blaha Lujza Színházban működött. 1940 márciusában nyitotta meg Szervita téri expresso falatozóját Lucullus Sandwich Bár néven. Német, francia, angol és olasz nyelven beszélt. Halálát tüdőgyulladás okozta.

## Fontosabb szerepei
- Sarah (Bokor J.: Kis alamuszi)
- Ede (Szirmai A.: Táncos huszárok)
- Márta (Csiky G.–Máder R.: A nagymama)
- Thira grófnő (Czobor K.: Szépasszony kocsisa)
- Magda (Jánoska)
- Daisy Gray (Dollárkirálynő)